# Joseph Holt
Joseph Holt (Breckinridge County, 6 januari 1807 - Washington D.C., 1 augustus 1894) was een Amerikaans advocaat, soldaat en politicus. Hij diende onder president James Buchanan als minister van Oorlog.

## Biografie
Joseph holt werd op 6 januari 1807 geboren in Kentucky. Hij verkreeg zijn scholing aan het St. Joseph's College in Bardstown. Hij studeerde vervolgens aan het Centre College. Na zijn studie ging Holt wonen in Elizabethtown waar hij ook zijn advocatenpraktijk begon. Hij trouwde vervolgens met Mary Harrison en verhuisde in 1832 naar Louisville. Het echtpaar zou nog een aantal keer verhuizen tot dat ze allebei tuberculose opliepen. Mary Harrison overleed aan de ziekte, maar Holt herstelde.
In 1875 werd Holt door James Buchanan aangesteld als commissaris van de patenten. Deze positie beheerde hij twee jaar tot dat Holt werd aangesteld tot het hoofd van de United States Postal Service. Het kabinet van Buchanan onderging veel veranderingen na de vorming van de Geconfedereerde Staten in december 1860 en januari 1861. Holt was een tegenstander van de slavernij en was een voorstander van de Unie. Met het ontslag van John B. Floyd werd Holt aangesteld als zijn opvolger als minister van oorlog. Samen met Edwin Stanton overtuigde hij president Buchanan ervan dat hij zich moest uitspreken tegen de secessie. Toen Abraham Lincoln president werd van de Verenigde Staten keerde Holt terug naar Kentucky. In Kentucky was Holt in staat om Kentucky buiten de Confederatie te houden.
In april 1862 ging hij het leger in en kreeg hij de rang van kolonel. Holt werd door Lincoln benoemd tot Judge Advocat General. In deze rol hield hij toezicht op de uitbreiding van het militaire recht met de militaire vervolgingen van burgers die niet in militaire dienst waren. In 1864 werd hij bevorderd tot brigadegeneraal. In datzelfde jaar werd hij door Lincoln gevraagd om de positie van minister van Binnenlandse Zaken te bekleden. Ook werd hij benaderd voor de positie van minister van Justitie, maar hij wees beide posities af.
Na de moord op Abraham Lincoln werd Joseph aangesteld als de hoofdaanklager van de militaire rechtbank voor het berechten van de samenzweerders van John Wilkes Booth. In het proces werd hij bijgestaan door John Bingham en Henry Lawrence Burnett. Het proces duurde twee maanden en op 29 juni werden de samenzweerders schuldig bevonden aan het samenzweren voor het vermoorden van Lincoln. Vier van de acht werden veroordeeld tot de galg. Hij zou vervolgens tot aan 1 december 1875 blijven dienen als Judge Advocat General en ging vervolgens met pensioen. Hij overleed op 1 augustus 1894 en werd begraven op het Holt Familiy Cemetery in Kentucky.
- Gemeinsame Normdatei: 129610836
- International Standard Name Identifier: 0000 0000 6683 7736
- Library of Congress Control Number: n88222158
- National Archives and Records Administration: 10570892
- Nationale Bibliotheek van Israël: 987007304846105171
- Nederlandse Thesaurus van Auteursnamen: 131075586
- SNAC: w6h41sn8
- Système universitaire de documentation: 163551472
- Virtual International Authority File: 65091142
- WorldCat: E39PBJk94d66PgXfrdxHrWvmBP